# یواس‌اس واشینگتن (۱۷۷۵)
یواس‌اس واشینگتن (۱۷۷۵) (به انگلیسی: USS Washington (1775)) یک کشتی بود. این کشتی در سال ۱۷۷۵ ساخته شد.